# Al Unser
Alfred "Al" Unser (Albuquerque, 29 de maio de 1939 – 9 de dezembro de 2021) foi um automobilista norte-americano.
Venceu quatro vezes as 500 milhas de Indianápolis em 1970, 1971, 1978 e 1987. Unser ganhou três títulos em campeonatos de monopostos:  campeonato nacional na USAC em 1970 e o campeonato da CART em 1983 e 1985. Que o coloca em quarto lugar na tabela histórica após seus contemporâneos A. J. Foyt, Mario Andretti e Michael Andretti; Ele também adicionou 98 pódios e 140 top 5.

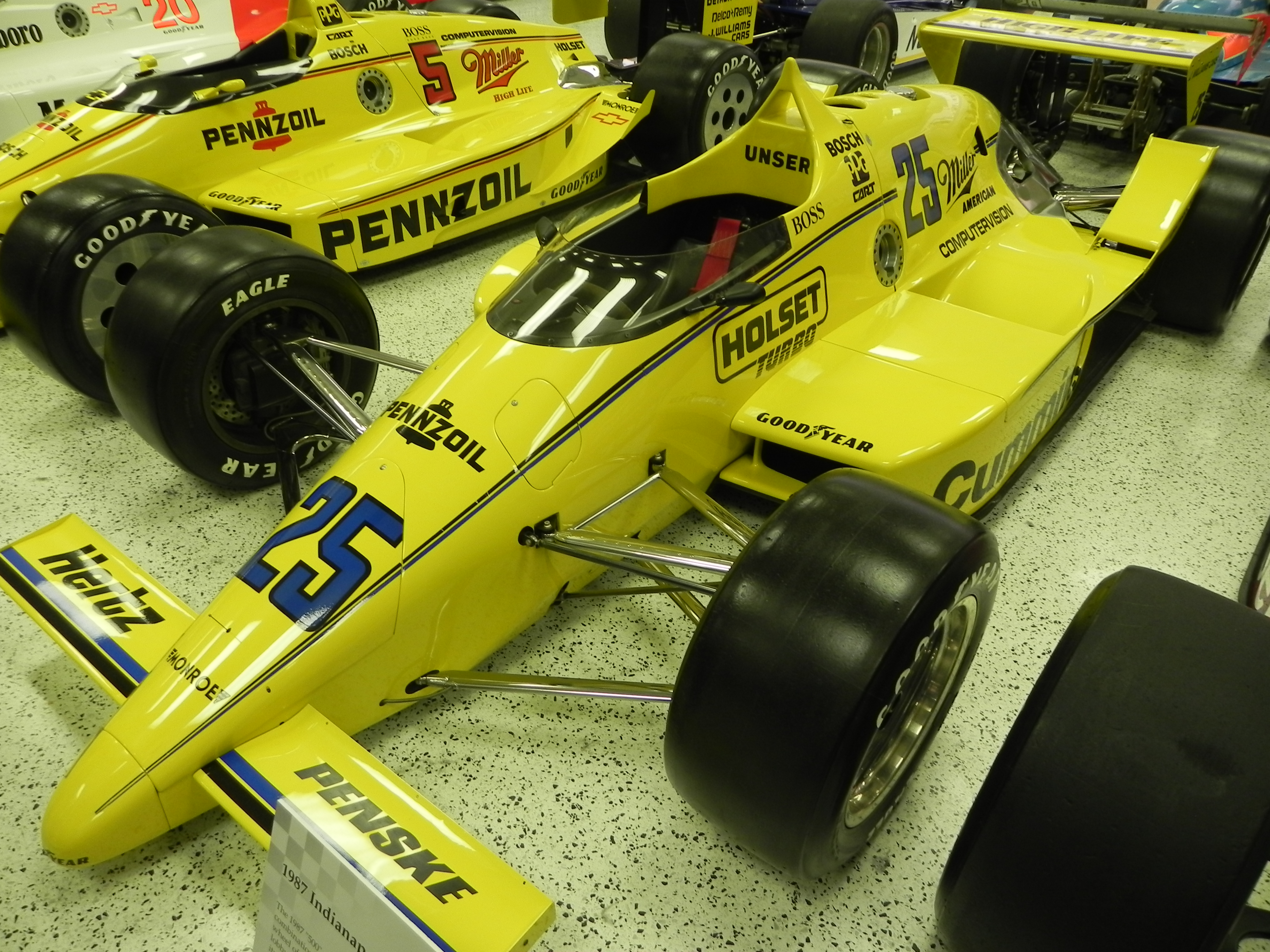
Carro de Al Unser nas 500 Milhas de Indianápolis de 1987.

Unser é o irmão mais novo de Bobby Unser e pai de Al Unser Jr.; É o único piloto com um irmão e um filho que também venceram as 500 milhas de Indianápolis. Seu irmão, Jerry Unser e seus sobrinhos Johnny Unser e Robby Unser competiram também nas 500 milhas, enquanto seu neto Al Unser III disputou provas da Indy Lights no Indianapolis Motor Speedway. Além disso, é o único piloto na história a conquistar a Tríplice Coroa da Fórmula Indy.
De 1959 até 1963, Unser participou na classificação no Campeonato Nacional da USAC. Em 1964, fez sua primeira corrida. Atuou todas as temporadas desde 1965 até 1978, apesar de ausente em vários testes. Venceu o campeonato em 1970, depois de ganhar 10 corridas e chegar entre os top 5 em 16 corridas das 18 da temporada. Também terminou em segundo em 1969, 1977 e 1978, em terceiro lugar em 1968 e, em quarto lugar, em 1971, 1972, 1974 e 1976. Foi piloto para várias equipes, incluindo os de John Mecom, o Retzloff, Vel Miletich, Parnelli Jones e Jim Hall.
Em 1979, Unser foi parte do êxodo dos concorrentes da USAC para a CART. Aí ele correu para  Chaparral Bobby Hillin, Chaparral e  Penske; com este último ganhou dois títulos em 1983 e 1985. Desde 1986, fez algumas corridas, até sua aposentadoria final após as 500 milhas de Indianápolis, em 1993, a CART.
Al Unser morreu na noite de 9 de dezembro de 2021, depois de longa batalha de 17 anos contra o câncer de fígado. O ex-piloto tinha 82 anos e morreu na sua casa em Chama, Novo México, Estados Unidos, tendo ao lado sua esposa Susan.
É o terceiro membro da família Unser a morrer em 2021. Seu irmão Booby morreu em maio aos 87 anos, e seu filho Bobby Unser Jr. morreu em junho aos 65 anos.

## Resultados

### 500 Milhas de Indianápolis
| Ano  | Chassi                          | Motor                           | Largada                               | Resultado                             | Nota                                  | Equipe/Entrada                  |
| ---- | ------------------------------- | ------------------------------- | ------------------------------------- | ------------------------------------- | ------------------------------------- | ------------------------------- |
| 1965 | Lola                            | Ford                            | 32º                                   | 9º                                    |                                       | Anstead-Thompson                |
| 1966 | Lotus                           | Ford                            | 32º                                   | 12º                                   | colisão                               | STP-Granatelli                  |
| 1967 | Lola                            | Ford                            | 9º                                    | 2º                                    |                                       | Mecom                           |
| 1968 | Lola                            | Ford                            | 6º                                    | 26º                                   | colisão                               | Retzloff                        |
| 1969 | Lola                            | Ford                            | não correu devido à acidente          | não correu devido à acidente          | não correu devido à acidente          | não correu devido à acidente    |
| 1970 | Colt                            | Ford                            | Pole                                  | 1º                                    |                                       | Parnelli                        |
| 1971 | Colt                            | Ford                            | 5º                                    | 1º                                    |                                       | Parnelli                        |
| 1972 | Parnelli                        | Offy                            | 19º                                   | 2º                                    |                                       | Parnelli                        |
| 1973 | Parnelli                        | Offy                            | 8º                                    | 20º                                   | problema no pistão                    | Parnelli                        |
| 1974 | Eagle                           | Offy                            | 26º                                   | 18º                                   | válvula                               | Parnelli                        |
| 1975 | Eagle                           | Offy                            | 11º                                   | 16º                                   | biela quebrada                        | Parnelli                        |
| 1976 | Parnelli                        | Cosworth                        | 4º                                    | 7º                                    |                                       | Parnelli                        |
| 1977 | Parnelli                        | Cosworth                        | 3º                                    | 3º                                    |                                       | Parnelli                        |
| 1978 | Lola                            | Cosworth                        | 5º                                    | 1º                                    |                                       | Chaparral                       |
| 1979 | Chaparral                       | Cosworth                        | 3º                                    | 22º                                   | transmissão                           | Chaparral                       |
| 1980 | Longhorn                        | Cosworth                        | 9º                                    | 27º                                   | cilindro                              | Longhorn                        |
| 1981 | Longhorn                        | Cosworth                        | 9º                                    | 17º                                   |                                       | Longhorn                        |
| 1982 | Longhorn                        | Cosworth                        | 16º                                   | 5º                                    |                                       | Longhorn                        |
| 1983 | Penske                          | Cosworth                        | 7º                                    | 2º                                    |                                       | Penske                          |
| 1984 | March                           | Cosworth                        | 10º                                   | 3º                                    |                                       | Penske                          |
| 1985 | March                           | Cosworth                        | 7º                                    | 4º                                    |                                       | Penske                          |
| 1986 | Penske                          | Chevrolet                       | 5º                                    | 22º                                   | direção                               | Penske                          |
| 1987 | March                           | Cosworth                        | 20º                                   | 1º                                    |                                       | Penske                          |
| 1988 | Penske                          | Chevrolet                       | 3º                                    | 3º                                    |                                       | Penske                          |
| 1989 | Penske                          | Chevrolet                       | 2º                                    | 24º                                   | embreagem                             | Penske                          |
| 1990 | March                           | Alfa Romeo                      | 30º                                   | 13º                                   |                                       | Patrick                         |
| 1991 | não se materializou a inscrição | não se materializou a inscrição | não se materializou a inscrição       | não se materializou a inscrição       | não se materializou a inscrição       | não se materializou a inscrição |
| 1992 | Lola                            | Buick                           | 22º                                   | 3º                                    |                                       | Menard                          |
| 1993 | Lola                            | Chevrolet                       | 23º                                   | 12º                                   |                                       | Foyt                            |
| 1994 | Lola                            | Ford-Cosworth                   | tentativa de classificação incompleta | tentativa de classificação incompleta | tentativa de classificação incompleta | Arizona                         |